# Жорж-Луї Лесаж
Жорж Луї Лесаж також Ле Саж (Georges-Louis Le Sage; 1724—1803) — швейцарський фізик, Автор  теорії гравітації Лесажа та передбачив кінетичну теорію газів. Кореспондент Паризької академії наук (1761), член Лондонського королівського товариства (1775).

## Ранні роки
Навчався в коледжі в Женеві, був у дружніх стосунках з Жан-Андре Делюком. Крім філософії, він вивчав математику у Габріеля Крамера, а фізику — у Жана-Луїса Каландріні в медичній школі в Базелі, де також давав приватні уроки математики. Він намагався стати професором математики в Женеві. Серед його учнів були П. Прево, Ларошфуко та ін. Листувався з Д'Аламбером, Ейлером, Бошковичем, Делюком і ін. Був великим шанувальником Лукреція і багато ідей брав з його поеми «Про природу речей». У 1762 р практично осліп після аварії.

## Наукові досягнення
Відомий за роботами з механіки та молекулярної фізики. У 1784 році побудував механічну теорію гравітації (теорія Лесажа), засновану на припущенні, що всесвітнє тяжіння пояснюється рухом дуже малих частинок в усіх напрямках у Всесвіті.
У 1774 році побудував одну з перших діючих моделей електричного телеграфу з електростатичною машиною (передавачем) і електроскопом (приймачем), в якому для кожної з 26 букв алфавіту був окремий провід. Телеграф діяв між двома кімнатами його будинку. Намагався пояснити природу газів. Ці спробу оцінили Р. Клаузіусом і Дж. Максвеллом. Максвелл писав: «Його теорія удару є хибною, але його пояснення експансивної сили газів» [тобто тиску] "" по суті те саме, що і в динамічній теорії, якою вона є зараз ". Ле Садж також чітко зазначив, що він не перший описав такий механізм, і посилався на Лукреція, Гассенді, Германа та Бернуллі .Його пояснення тиску мало чим відрізнялоя від сучасного, але сам Лесаж посилався на П. Ґассенді, Д. Бернуллі та інших.

## Попередники
Лесаж був не першим, хто запропонував теорію гравітації, названу пізніше його ім'ям. Схожі теорії раніше розглядав Фатіо, Креймер і Редікер.

### Фатіо
Вперше механічну теорію гравітації сформулював Ніколя Фатіо де Дюйє, другом Ісаака Ньютона і Християна Гюйгенса. Кінетична теорія гравітації, над якою він працював все життя, стала головним науковим досягненням Фатіо. Лесаж говорив, що він дізнався про Фатіо від свого батька, який, в свою чергу знав Фатіо як одного з активних прихильників радикальних гугенотів («камизаров»). Що стосується самої теорії, то за словами Лесажа, він дізнався про неї від свого вчителя Габріеля Креймера в 1749 році.